# 数据建模

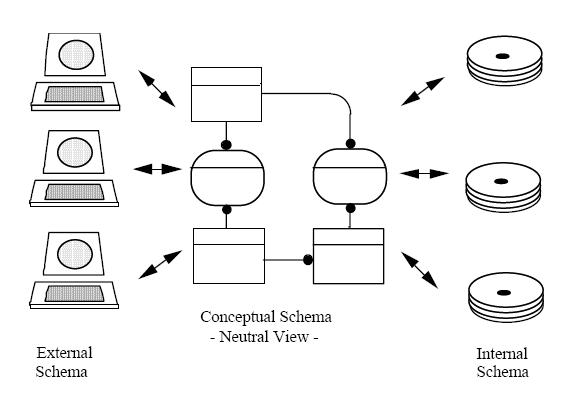
三模式途径

在软件工程中，数据建模（data modeling）是在设计数据库时，将现实世界各类数据及其关系进行分析、抽象，从中找出内在联系，并形式化描述为数据模型，建立信息系统的数据库结构的过程。

## 概述
数据建模是一种用于定义和分析数据的要求和其需要的相应支持的訊息系统的过程。因此，数据建模的过程中，涉及到的专业数据建模工作，与企业的利益和用户的訊息系统密切相关。
从需求到实际的数据库，有三种不同的类型  。用于訊息系统的数据模型作为一个概念数据模型，本质上是一组记录数据要求的最初的规范技术。数据首先用于讨论适合企业的最初要求，然后被转变为一个逻辑数据模型，该模型可以在数据库中的数据结构概念模型中实现。一个概念数据模型的实现可能需要多个逻辑数据模型。数据建模中的最后一步是确定逻辑数据模型到物理数据模型中到对数据，访问，性能和存储的具体要求。数据建模定义的不只是数据元素，也包括它们的结构和它们之间的关系。